# Garni

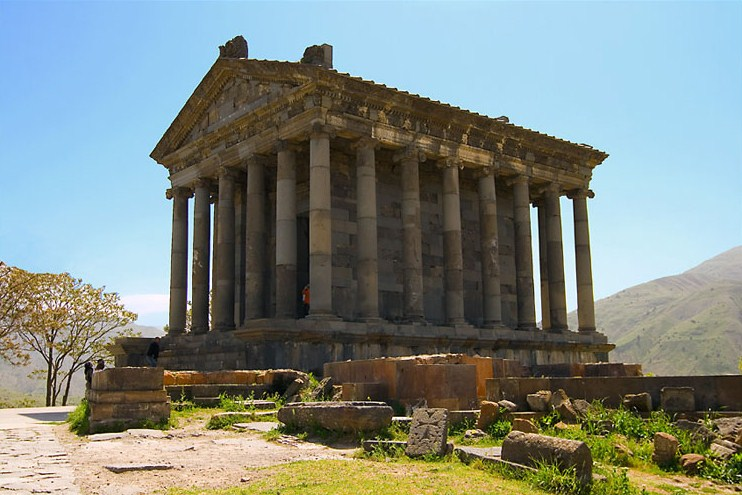
Chrám Garni

Garni (arménsky Գառնի) je vesnice v arménské provincii Kotajk, nacházející se 28 km od Jerevanu v údolí řeky Azat. Má 7215 obyvatel. Je proslulá především pevnostním komplexem z 1. století a antickým chrámem, ale i dalšími stavbami.